# Axel Rudi Pell (gruppo musicale)
Gli Axel Rudi Pell, talvolta abbreviati A.R.P., sono una band heavy metal tedesca fondata nel 1989 dal guitar hero Axel Rudi Pell.
Lo stile della band è caratterizzato da lunghi assoli virtuosi, accostabili a quelli eseguiti da Yngwie Malmsteen, una delle maggiori influenze del gruppo. Il riffing trae invece spunto dall'heavy metal classico di gruppi quali Deep Purple, Rainbow e Black Sabbath, e sfocia spesso anche in sonorità hard rock, speed metal e talvolta vicine al power metal.
La maggioranza dei testi della band ha come tema centrale il fantasy, parlando di maghi, stregoni, elementi mistici e magia in generale.
Il gruppo, che ha all'attivo un totale 21 album di cui 14 prodotti in studio, vanta nei suoi oltre 20 anni di storia partecipazioni di importanti nomi del mondo della musica metal, quali in particolare i cantanti Rob Rock, Jeff Scott Soto e Johnny Gioeli, e il batterista Jörg Michael.

## Storia del gruppo

### I primi album (1989-1991)

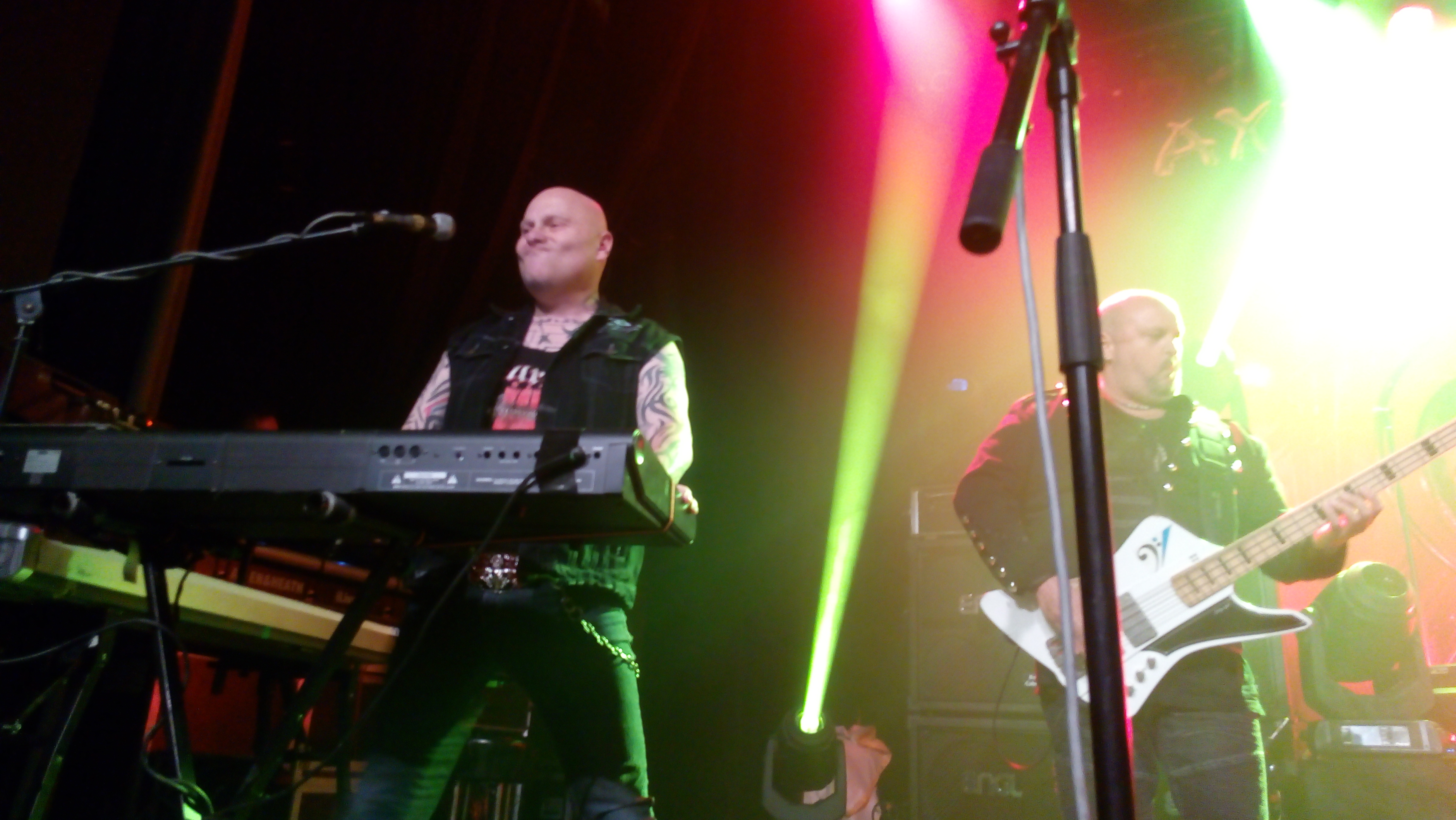
Ferdy Doernberg e Volker Krawczak a Praga nel 2018

In seguito allo scioglimento della formazione degli Steeler, gruppo heavy metal tedesco attivo dal 1981 e autore di 4 album, nel 1989 il chitarrista Axel Rudi Pell prese in considerazione l'idea di fondare un proprio progetto musicale, a denominazione omonima, ingaggiando come musicisti il cantante Charlie Huhn (ex Gary Moore e Victory) e il batterista Jörg Michael, oltre a turnisti quali i bassisti Jörg Deisinger (ex-Bonfire) e Thomas Smuszynski, entrambi poi sostituiti da Volker Krawczak (amico di Pell e già componente degli Steeler), e i tastieristi Georg Hahn e Rüdiger König.
Con questa formazione fu pubblicato nel dicembre 1989 l'album d'esordio degli Axel Rudi Pell, denominato Wild Obsession. Il disco presentò nuove influenze rispetto alle sonorità esibite dagli Steeler, mostrando un più spiccato interesse del chitarrista per un suono aggressivo e velato di spunti derivanti dal progressive. L'album, fortemente ispirato da lavori di realtà musicali come Dokken, Mötley Crüe, Skid Row, Accept e Warlock, ricevette buone risposte dal pubblico, ottenendo anche un singolo con il brano "Broken Heart".
Nel 1990 la band partì per il suo primo tour, che ebbe tappe in tutta la Germania. Finita la tournée, a seguito dell'abbandono di Charlie Huhn, Axel Rudi Pell assunse Rob Rock, già produttore del primo album e membro degli Impellitteri, come nuovo cantante, mentre Kai Raglewski fece il suo ingresso in formazione nel ruolo di tastierista.
Nel maggio 1991 fu così pubblicato il secondo lavoro della band, intitolato Nasty Reputation. L'album, ispirato al neoclassical metal e ad artisti come Ronnie James Dio, i Rainbow, i Black Sabbath e Yngwie Malmsteen, si rivelò un ottimo successo di vendite e giudizi della critica e assicurò agli A.R.P. un nuovo tour nazionale.

### L'era Soto (1992-1997)

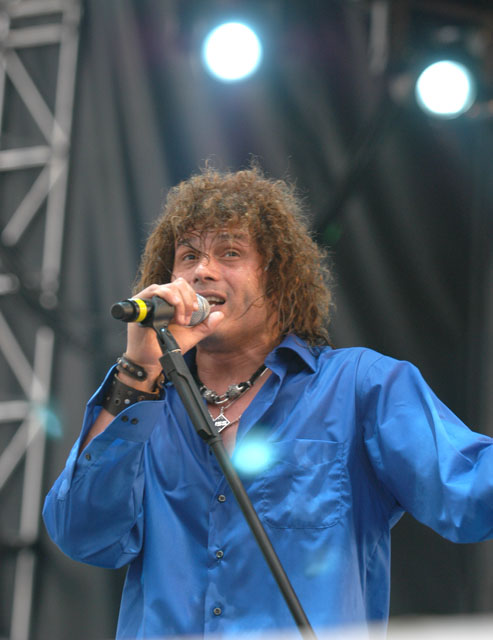
Jeff Scott Soto in concerto

Al termine della tournée, questa volta fu Rob Rock a lasciare il gruppo. Axel Rudi Pell assunse così come nuovo cantante Jeff Scott Soto, musicista che il chitarrista aveva avuto modo di conoscere e apprezzare nei lavori di Malmsteen Rising Force (1984) e Marching Out (1985). Con Soto in formazione, il gruppo poté ancora più avvicinarsi alle sonorità neoclassiche, grazie a una voce maggiormente dotata di tecnica e emotività rispetto alle precedenti, concentrate più su canoni puramente metal che rock.
Fu così che nel 1992 la band incise l'album Eternal Prisoner, il quale presentò sia tracce ancora a sonorità simile al disco d'esordio Wild Obsession e quindi con un sound denso di influenze derivanti da Mötley Crüe e Def Leppard, sia brani più heavy, sullo stile Deep Purple e Black Sabbath, sia primi spunti di speed metal. In questo disco inoltre fu per la prima volta inserita una traccia strumentale, da titolo "Dreams of Passion".
Terminata una nuova serie di concerti e dopo aver pubblicato un singolo con la cover di Forever Young degli Alphaville nel 1993, nel 1994 gli Axel Rudi Pell, ingaggiata Julie Greaux al posto di Raglewski alle tastiere, diedero alle stampe l'album Between the Walls, disco che vide un ulteriore avvicinamento alle sonorità NWOBHM e che fu valorizzato da tracce quali "Warrior", "Cry Of The Gypsy" (che fu singolo e primo video musicale della formazione) e "Casbah", ancora oggi eseguite nei concerti. Tra i brani fu inserita anche una cover di "Wishing Well" dei Free.
Alcune serate del lungo tour che seguì questa pubblicazione furono registrate dalla SPV GmbH e nel 1995 distribuite al pubblico nel primo disco live degli Axel Rudi Pell, dal titolo Made in Germany. Nel disco fu inserita anche una cover di "Mistreated" dei Rainbow.
Nel 1996 fu pubblicato il quinto album della formazione, denominato Black Moon Pyramid, disco che mantenne l'approccio ottantiano dei precedenti rilasci, ma che questa volta si caricò di atmosfere e significati mistiche e romantiche, anche grazie ai testi densi di metafore. Black Moon Pyramid fu quindi il primo esempio di quell'avvicinamento ai temi magici e simbolici che caratterizzerà i successivi lavori della formazione tedesca.
Già dal successivo disco, stampato a un solo anno di distanza (1997) con denominazione Magic, la band e Axel in particolare lavorarono su un nuovo graduale perfezionamento dello stile compositivo e del riffing, che si andarono ad avvicinare sempre più ad un rapido metal melodico, a tratti quasi definibile come power metal, pur mantenendo forti le molte influenze neoclassiche. Si rafforzò inoltre la presenza di pezzi lenti, le cosiddette power ballad, con i brani "The Clown Is Dead" e "The Eyes of the Lost".
Terminata la tournée, sul finire del 1997 Soto lasciò la formazione assieme a Julie Greaux.

### L'era Gioeli e una formazione stabile (1998-oggi)

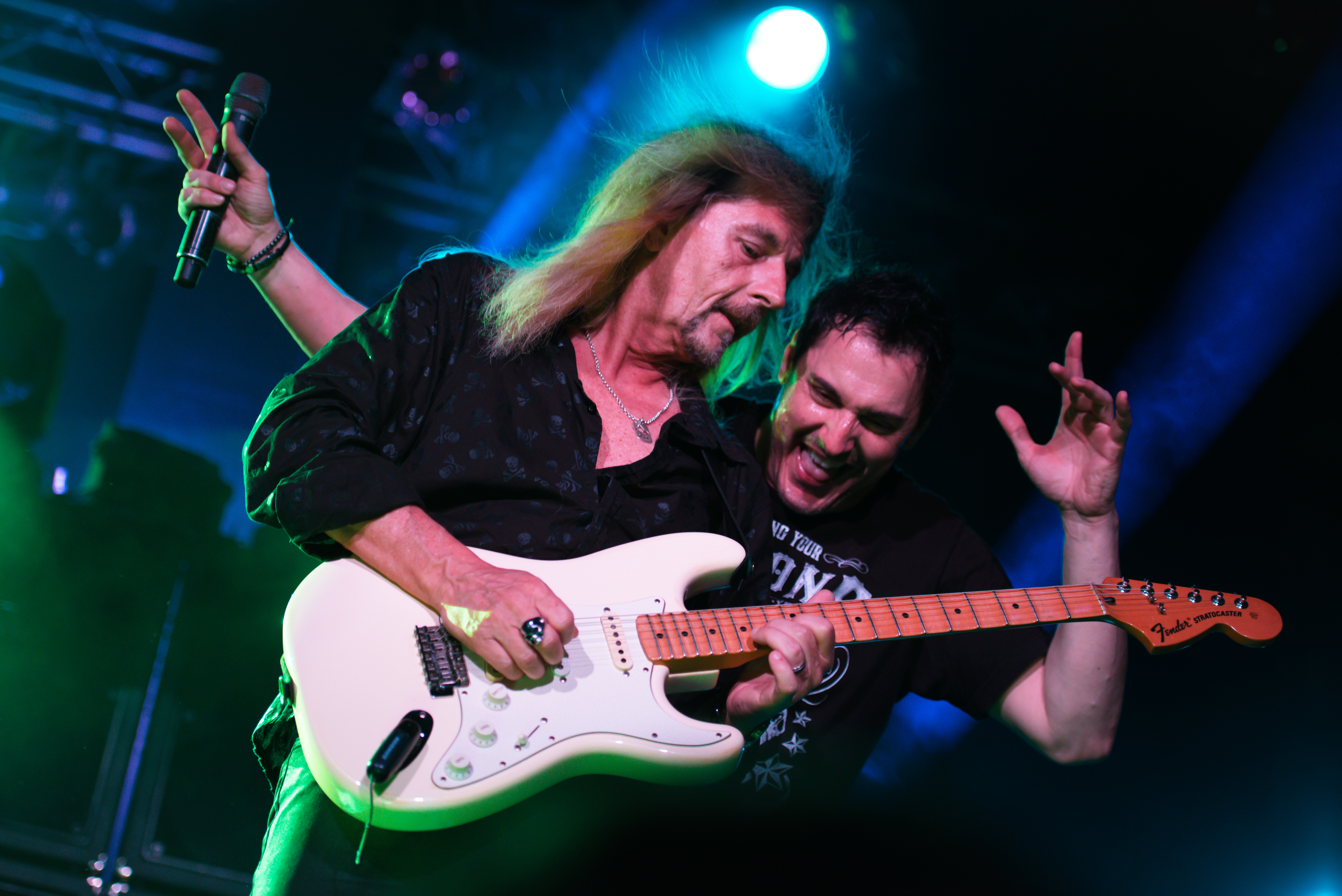
Gioeli e Axel Rudi Pell ad Amburgo nel 2018

Al posto di Soto, Axel Rudi Pell ingaggiò il cantante statunitense Johnny Gioeli, il quale era inattivo nel mondo musicale da 6 anni, ovvero dalla pubblicazione dell'album Double Eclipse (1992), il disco d'esordio degli Hardline, una formazione di rock melodico. Con lui entrò in gruppo anche l'ex Rough Silk Ferdy Doernberg alle tastiere.
Fu con questa formazione che nel 1998 fu pubblicato il disco Oceans of Time. L'album ripresentò le sonorità di Magic in una chiave ancora più vicina allo speed/power metal, non disdegnando però pezzi più lenti e atmosferici, ancora una volta sullo stile delle grandi realtà degli anni ottanta. Oceans Of Time divenne il disco più venduto della carriera di Axel Rudi Pell, e assicurò al gruppo un lungo tour che fece tappa al celebre locale tedesco Bochum's Zeche e per la prima volta al palco del Wacken Open Air Festival 1999 di fronte a 20000 spettatori.
Poco dopo la pubblicazione del disco Jörg Michael lasciò però la band per tornare a dedicarsi a tempo pieno agli Stratovarius, venendo sostituito già nella tournée da Mike Terrana (ex- Yngwie Malmsteen, Tony MacAlpine).
Nel 2000, dopo due anni, fu dato alle stampe il successivo disco, intitolato The Masquerade Ball. Ancora una volta, le sonorità furono più vicine allo speed metal che al classico heavy ma, a differenza della precedente uscita, vi fu un maggiore utilizzo di brani lenti, contrapposti ai soliti pezzi veloci e dominati dalla martellante batteria del neo-entrato Terrana. Tra le tracce, fu inserita anche una cover di July Morning degli Uriah Heep.
L'ottimo successo riscosso da The Masquerade Ball assicurò alla band un nuovo tour e la pubblicazione di una raccolta, dal titolo The Wizard's Chosen Few. Inoltre, nel 2001 il gruppo fece tappa all'importante festival estivo Bang Your Head.
Nello stesso anno fu pubblicato un nuovo album, denominato Shadow Zone, un ottimo successo di critica e vendite, che raggiunse la posizione #22 nelle classifiche tedesche. Rispetto ai precedenti, il disco aumentò l'utilizzo di tastiere e il gusto per il suono sinfonico, allontanandosi in parte dal suono power a favore di un heavy metal influenzato anche da gruppi come gli UFO.

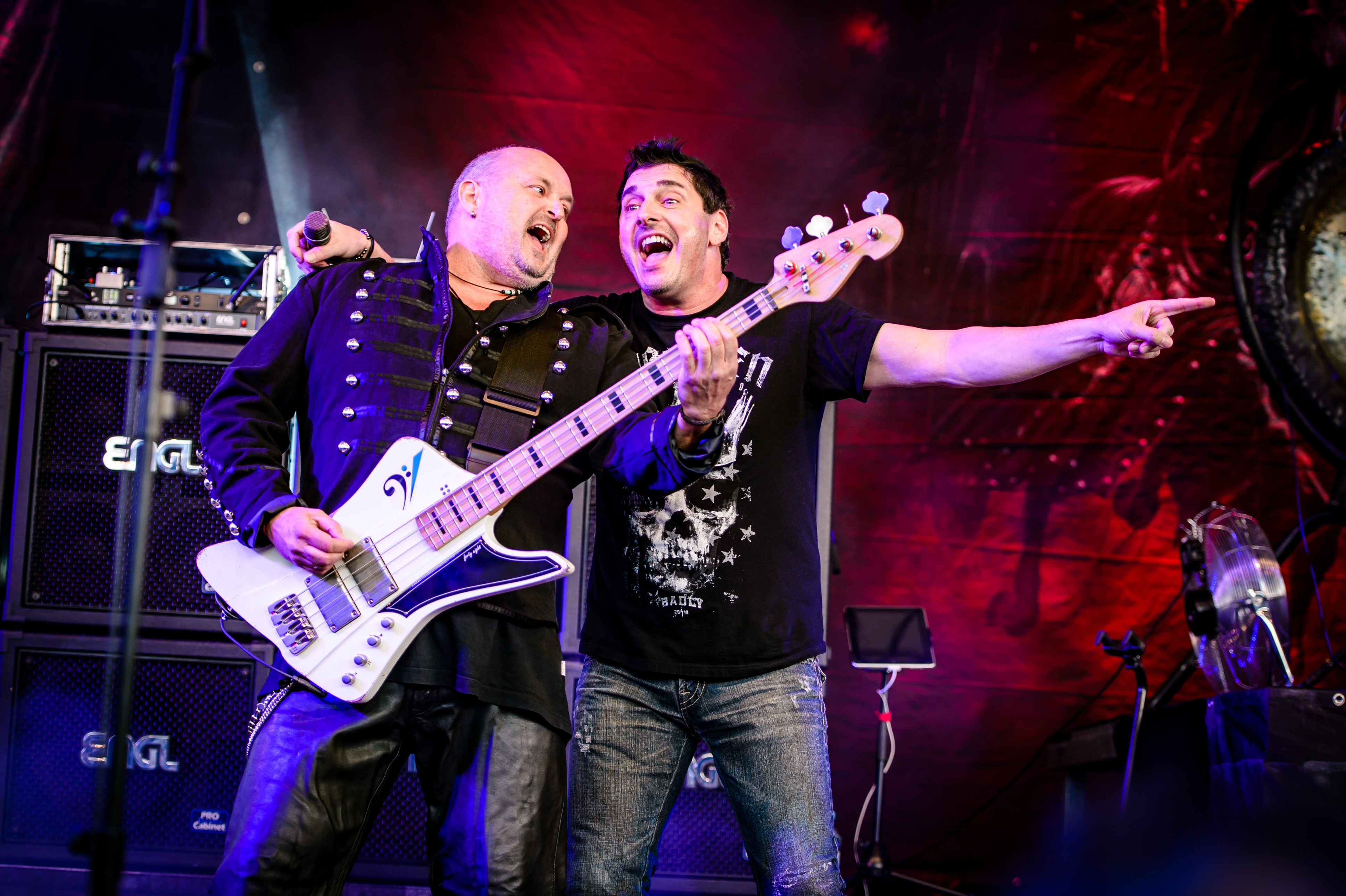
Volker Krawczak e Johnny Gioeli al Rock Hard Festival 2018

Le registrazioni del nuovo disco, dal titolo Kings and Queens, iniziarono soltanto due anni dopo, nell'ottobre 2003. L'album fu poi pubblicato il 1º marzo e raggiunse la posizione #40 nella classifica nazionale e #75 in Svezia, rivelandosi di fatto un grande successo. Musicalmente, Pell tornò a ispirarsi in modo esplicito a chitarristi come Tony Iommi e Ritchie Blackmore, mentre il suono di alcune tracce sembro ispirarsi a lavori più vicini all'hard rock di gruppi come Whitesnake o Quiet Riot.
Nel 2005 la band partì per un tour europeo, che fece tappa in quasi tutte le nazioni e toccò alcuni dei maggiori festival del continente, tra cui il Tradate Iron Fest in Italia, il Wacken Open Air e il Bang Your Head in Germania e il Graspop in Belgio.
Nel 2006 fu pubblicato un nuovo album, Mystica, che raggiunse la posizione #27 in Germania e #56 in Svezia, divenendo campione di vendite per l'etichetta discografica SPV GmbH e l'ennesimo disco d'oro della carriera del gruppo. Mystica, che andò ad ispirarsi molto alle sonorità hard rock di band come gli Scorpions, presentò sonorità molto fresche, seppur non innovative, ed è citato tra i migliori lavori della carriera del chitarrista tedesco.
Il tour che seguì fu tra i più gloriosi della storia del gruppo, e si prolungò fino a tardo 2007. Nello stesso anno, gli Axel Rudi Pell pubblicarono una raccolta di cover dal titolo Diamonds Unlocked, nella quale eseguirono, reinterpretandole secondo il loro stile, 11 tracce, tra le quali Beautiful Day degli U2, Love Gun dei Kiss e In the Air Tonight di Phil Collins.
Nell'ottobre 2008 la band pubblicò un nuovo disco dal titolo Tales of the Crown. L'album non optò per nessuna innovazione sostanziale nel sound del gruppo, se non in un leggero cambiamento nell'approccio vocale di Gioeli, la cui voce divenne una sorta di timbro stile Bon Jovi più graffiato e adatto allo stile metal della formazione.

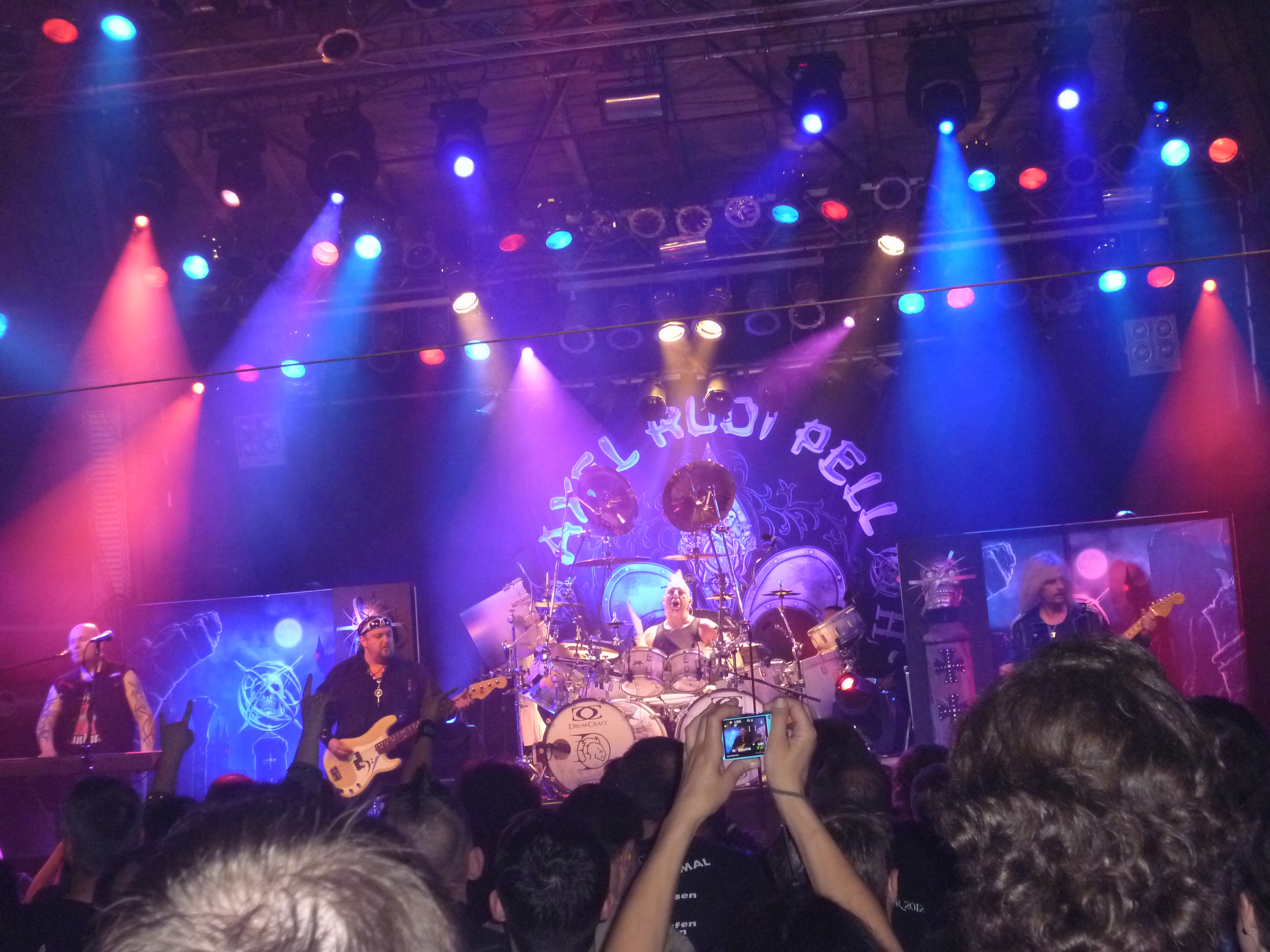
Axel Rudi Pell e il suo gruppo nel 2012

Dopo l'uscita di questo disco, la band partì per il The Skull Crown Tour che ebbe tappe in tutta Europa, compresa l'edizione del 2009 del Wacken Open Air. La band seguì anche la tournée tedesca degli Heaven & Hell.
Il 23 aprile 2010 la band ha pubblicato prima in Germania e poi dal 26 aprile nel resto del continente, un nuovo album, dal titolo The Crest, che presentò la band in grande spolvero e nuovamente ancorata alle melodie ottantiane di dischi come Magic o The Oceans of Time. The Crest, che per la prima volta presentò influenze puramente power metal come quelle derivanti dal suono dei Blind Guardian, fu un ottimo successo e la band partì per un lungo tour.
Il 27 settembre gli Axel Rudi Pell hanno pubblicato la quarta raccolta di power ballads The Ballads IV, contenente i tre inediti Where The Wild Waters Flow, la cover di Holy Diver in versione acustica (tributo a Ronnie James Dio) e l'esecuzione di Hallelujah di Leonard Cohen, quest'ultima divenuta singolo e video musicale.
Il 26 marzo 2012 la band pubblicherà un nuovo album in studio, a titolo Circle of the Oath.
A luglio 2013 entra a fare parte della formazione Bobby Rondinelli (ex Rainbow, Quiet Riot, Black Sabbath) al posto di Mike Terrana.
Nel 2014 esce il nuovo album intitolato Into the Storm.
Nel 2016 esce il diciassettesimo album in studio a titolo Game of Sins.

## Formazione

### Formazione attuale
- Johnny Gioeli - canto
- Axel Rudi Pell - chitarra
- Ferdy Doernberg - tastiera
- Volker Krawczak - basso
- Bobby Rondinelli - batteria

## Discografia

### Album in studio
- 1989 - Wild Obsession
- 1991 - Nasty Reputation
- 1992 - Eternal Prisoner
- 1994 - Between the Walls
- 1996 - Black Moon Pyramid
- 1997 - Magic
- 1998 - Oceans of Time
- 2000 - The Masquerade Ball
- 2002 - Shadow Zone
- 2004 - Kings and Queens
- 2006 - Mystica
- 2007 - Diamonds Unlocked
- 2008 - Tales of the Crown
- 2010 - The Crest
- 2012 - Circle of the Oath
- 2014 - Into the Storm
- 2016 - Game of Sins
- 2018 - Knights Call
- 2020 - Sign of the Times
- 2022 - Lost XXIII